# Municipio de Villa Sola de Vega
El municipio de Villa Sola de Vega es uno de los 570 municipios en que se encuentra dividido el estado mexicano de Oaxaca, localizada en el suroeste de la entidad y su cabecera es Villa Sola de Vega.

## Geografía
El municipio de Villa Sola de Vega se encuentra localizado en la zona suroeste del estado, en la transición de los valles centrales de Oaxaca y la Sierra Madre del Sur, forma parte de la Región Sierra Sur y del Distrito de Sola de Vega, su extensión territorial es de 680.01 kilómetros que equivalen al 0.71% del territorio estatal, sin embargo de los municipios más extensos en comparación con la gran mayoría de los restantes, sus coordenadas geográficas extremas son 16° 15' - 16° 55' de latitud norte y 96° 50' - 97° 20' de longitud oeste; al localizarse en la transición entre los valles y la sierra su altitud varía desde los 700 hasta los 3 000 metros sobre el nivel del mar.
Debido a su importante extensión territorial limita con un total de 22 municipios, que son los siguientes: al extremo norte con el municipio de San Mateo Yucutindoo y con el municipio de San Antonio Huitepec, en la zona centro norte limita con el municipio de Zimatlán de Álvarez, con el municipio de San Vicente Lachixío y con el municipio de Santa María Sola, al noreste limita con el municipio de Santa María Lachixío, con el municipio de San Miguel Mixtepec y con el municipio de Ayoquezco de Aldama, al este limita con el municipio de La Compañía, el municipio de San Ildefonso Sola, el municipio de San Francisco Sola, el municipio de San Agustín Amatengo, el municipio de Yogana y el municipio de San Vicente Coatlán, al sureste con el municipio de Miahuatlán de Porfirio Díaz, al sur con el municipio de San Jerónimo Coatlán, con el municipio de San Pedro Juchatengo y con el municipio de Santa Catarina Juquila, al oeste los límites corresponden al municipio de Santiago Minas, al municipio de San Lorenzo Texmelucan, al municipio de Santo Domingo Teojomulco y al municipio de Santiago Textitlán.

### Orografía e hidrografía
El municipio se encuentra enclavado en la Sierra Madre del Sur, lo que implica que su relieve sea sumamente accidentado, las principales elevaciones se encuentran en el norte y en la zona central y las mayores elevaciones se encuentran en dos extremos del territorio, el cerro Punto Trino en el extremo noroeste y el cerro El Eslabón.
La principal corriente del municipio de Villa Sola de Vega es el río Atoyac, que recorre los extremos este y sur del municipio constituyendo su límite municipal, todas las restanes corrientes menores del territorio descienden de la serranías hacia el Atoyac, incluyendo al río Sola, que cruza el noreste del municipio y pasa por la cabecera municipal. La totalidad del municipio se encuentra en la Región hidrológica Costa Chica-río Verde y la Cuenca del río Atoyac.

## Demografía
De acuerdo con los resultados del Censo de Población y Vivienda de 2010 realizado por el Instituto Nacional de Estadística y Geografía la población total del municipio de Villa Sola de Vega es de 12 525 habitantes, de los que 6 176 son hombres y 6 349 son mujeres.

### Localidades
En el municipio de Villa Sola de Vega se localizan 138 localidades, las principales y su población en 2010 se enlistan a continuación:
| Localidad                   | Población (2010) |
| --------------------------- | ---------------- |
| Villa Sola de Vega          | 1 846            |
| San Sebastián de las Grutas | 926              |
| San Cristóbal               | 394              |
| San Isidro Ojo de Agua      | 341              |
| Total municipio             | 12 525           |

## Política
El gobierno de Villa Sola de Vega corresponde al ayuntamiento, éste es electo por el principio de partidos políticos, vigente en 146 municipios de Oaxaca, a diferencia del sistema de usos y costumbres vigente en los restantes 424, por tanto su elección es como en todos los municipios mexicanos, por sufragio directo, universal y secreto para un periodo de tres años no renovables para el periodo inmediato pero si de forma no consecutiva, el periodo constitucional comienza el día 1 de enero del año siguiente a su elección. El Ayuntamiento se integra por el presidente municipal, un Síndico y un cabildo formado por regidores.

### Representación legislativa
Para la elección de diputados locales al Congreso de Oaxaca y de diputados federales a la Cámara de Diputados federal, Villa Sola de Vega se encuentra integrado en los siguientes distritos electorales:
Local:
- Distrito electoral local 21 de Oaxaca con cabecera en Ejutla de Crespo.[8]

Federal:
- Distrito electoral federal 10 de Oaxaca con cabecera en Miahuatlán de Porfirio Díaz.[9]